# Charles-Henri Rapin
Pour les articles homonymes, voir Rapin.
Charles-Henri Rapin, né le 10 août 1947 à Genève et mort le 10 juillet 2008 dans le Val d'Hérens (Valais), est un médecin gériatre suisse, professeur à la Faculté de médecine de Genève.

## Biographie
Depuis la soutenance de sa thèse de doctorat en médecine sur les fractures du col du fémur, il ne cesse de travailler pour améliorer les conditions de vie des personnes âgées, en luttant pour le soulagement de la douleur, pour la prévention des carences dues au vieillissement en créant des indicateurs de dépistage (notamment l’étude des frigos, les taux de cyanocobalamine-B12, la CRP, l’albumine sérique), en réactualisant des produits de médecine populaire (morphine, « lait de poule » notamment) selon les principes de Value-based medicine en complément à l'Evidence Based Medecine.
Charles-Henri Rapin a été chef de service, responsable du programme transversal « Bien Vieillir et Babyboomers » des HUG, Hôpitaux Universitaires de Genève, directeur académique de l'Institut Universitaire Kurt Bösch (IUKB) et fondateur de l’Unité « Éthique et fin de vie » à Sion. Il est un pionnier des soins palliatifs en Suisse, création du CESCO en 1983 (Centre de soins continus des HUG), et en Europe. Avec Martyne-Isabel Forest, Charles-Henri Rapin a aussi dirigé et animé le CEFEC, Certificat de formation continue universitaire en éthique clinique de l'Université de Genève. Aussi, il a été un défenseur acharné d'une médecine humaniste proche des gens.
Il est le cocréateur de plusieurs programmes de prévention et de formation (gérontagogie) : « Des années à savourer », « Stratégies pour bien vieillir », « Vers un milieu de vie sans douleur », « Hôpital sans douleur » ou « Stratégies pour une vieillesse réussie » qu'il écrit en collaboration avec Jean-Jacques Guilbert. En 2002, il est co-auteur d'un livre "Manger-mains: Nouvelle texture pour nouvelle indépendance" à l'origine d'une méthode innovante d'alimentation des personnes âgées et dependantes, aujourd'hui connue comme Finger food.
Durant ses années de collaboration avec le Centre interfacultaire de gérontologie de l'Université de Genève, qu'il a dirigé de 1999 à 2003, il met en place l'Observatoire genevois des fractures de hanche, avec une collecte de l'ensemble des fractures du col du fémur survenues dans le Canton de Genève pendant 10 ans (1991-2000).
Il fut le premier président de Club francophone gériatrie et nutrition.
Il a créé l'association PROSCA (association de soutien aux personnes touchées par le cancer de la prostate), pour informer et soutenir les personnes atteintes du cancer de la prostate ou encore du « Salon des aîné-e-s ».
L'Université de Genève a rendu hommage au Pr Charles-Henri Rapin en lui consacrant, en décembre 2008, une matinée scientifique.